# جوایز ماهواره یوتل‌ست

جوایز ماهواره یوتل‌ست جشنواره‌ای است که طی ان شرکت یوتل ست بهترین شبکه‌های تلویزیونی این ماهواره را که در اروپا آفریقا و خاورمیانه پخش می‌شوند را انتخاب می‌کند. جوایز در ده بخش موضوعی شامل:کودکان، سینما، فرهنگ/آموزش، مستند، داستانی/سرگرمی عمومی، سبک زندگی، موسیقی، پنجره ملی، اخبار و ورزشی اختصاص داده شده‌است. این مراسم سالانه در ماه نوامبر در ونیز ایتالیا برگزار می‌شود.

## تاریخچه
جشنواره از سال ۱۹۹۸ و زمانی که تلویزیونها از حالت عمومی به سمت تخصصی و موضوعی شدن پیشرفتند و تعداد شبکه‌ها در ماهواره یوتلست افزایش یافت شکل گرفت. جشنواره همواره در ایتالیا برگزار شده‌است (ابتدا در ویچنزا سپس به تورین وهم اکنون در ونیز برگزار می‌شود) و محلی برای رقابت بین شبکه‌های ماهواره‌ای دنیاست

## جوایز
شبکه‌های برتر توسط هیئت داورانی از کارشناسان بین‌المللی مستقل رسانه برگزیده می‌شوند. محبوبترین بخش جشنواره جایزه انتخاب مردم است که به شبکه‌ای اختصاص داده می‌شود که بیشترین تعداد ارا به صورت انلاین را کسب کرده باشد.
از سال ۲۰۱۱ جوایز جدیدی در بخش بهترین برنامه تلویزیونی و بهترین شبکه جدید که در طول دوازده ماه گذشته در ماهواره هاتبرد راه اندازی شده به جشنواره اضافه شد همچنین از سال ۲۰۱۱ جایزه بهترین شبکه HD از فهرست جشنواره حذف شد.
جایزه نمادین جشنواره هاتبرد تندیس مجسمه برنزی گایا از اساطیر یونانی است.

## فهرست برندگان در بخش ورزشی
- 1998: + Formula ۱>ایتالیا
- 1999: Supersport> یونان
- 2000: Eurosport News> فرانسه
- 2001: Calcio Stream> ایتالیا
- 2002: NTV Plus Football> روسیه
- ۲۰۰۳: ESPN Classic Sport> انگلیس
- 2004: Sky Sport> ایتالیا
- 2005: ESPN Classic Sport> انگلیس
- 2006: Eurosport & Eurosport ۲> فرانسه
- 2007: L’Equipe TV; Special mention: NTV-PLUS OUR Football> فرانسه و روسیه
- 2008: Setanta Ireland> ایرلند
- 2009: SKY Sport24> ایتالیا
- 2010: Sky Channels for Sport Events (Olympic Games and World Cup)> ایتالیا
- 2011: TRACE Sports> فرانسه
- ۲۰۱۲: یورو اسپرت> فرانسه

## فهرست برندگان در بخش خبری
- 1998: BBC World; LC1 بریتانیا/فرانسه
- 1999: LCI فرانسه
- ۲۰۰۰: I-Television فرانسه
- ۲۰۰۱:اسکای نیوز بریتانیا
- 2002: BBC World بریتانیا
- 2003: Rainews24 ایتالیا
- 2004: BBC World; Rainews24; Rai Med بریتانیا/ایتالیا/ایتالیا
- 2005: Sky News International بریتانیا
- ۲۰۰۶: BBC World بریتانیا
- ۲۰۰۷: فرانسه ۲۴ SKY TG24 فرانسه/ایتالیا
- 2008: RBC TV یورونیوز روسیه/ فرانسه
- ۲۰۰۹: بی‌بی‌سی فارسی بریتانیا
- 2010: BBC World News; Currentبریتانیا/ایتالیا
- ۲۰۱۱: بی‌بی‌سی عربی TG Norba 24 بریتانیا/ایتالیا
- 2012: SKY TG24 ایتالیا

## فهرست برندگان در بخش موسیقی
- 1998:Viva ۱&۲ المان
- 1999:Muzzik; Mizik Tropical فرانسه/فرانسه
- 2000:Mezzo فرانسه
- ۲۰۰۱: Count Down TV ایتالیا
- ۲۰۰۲: Mezzo فرانسه
- 2003:Canal Clásico اسپانیا
- 2004:Mezzo; MTV Brand New فرانسه/ایتالیا
- 2005:My Music TV آلبانی
- ۲۰۰۶: MTV Brand New; Video Italia ایتالیا/ایتالیا
- 2007:La-Minor TV روسیه
- 2008:C Music TV بریتانیا
- 2009:Trace Tropical; Special Mention: C Music TV فرانسه/ بریتانیا
- ۲۰۱۰: iConcerts سوئیس
- ۲۰۱۱: France Ô فرانسه
- 2012:C MUSIC TV بریتانیا

## فهرست برندگان در بخش سینما
- ۱۹۹۸: Canal Jimmy; CineClassic ایتالیا
- 1999: Nashe Kino روسیه
- 2000: Ale Kino!; Studio Universal ایتالیا/لهستان
- 2001: Ale Kino! لهستان
- 2002: CineClassic ایتالیا
- ۲۰۰۳: Sky Cinema Autore; TCM ایتالیا/فرانسه
- 2004: Jimmy; Europa Europa ایتالیا/لهستان
- 2005: Kino Polska TV لهستان
- 2006: Kinowelt TV; CULT; Fox Crime المان/ایتایا/ایتالیا
- ۲۰۰۷: India TV روسیه
- 2008: Propeller TV .Sky Cinema 1 .Fox بریتاننیا/ایتالیا/ایتالیا
- 2009: M-Net Action .Wojna i Pokoj لهستان/افریقای جنوبی
- 2010: Kino Polska. Ma Chaine Etudiante لهستان/فرانسه
- 2011: Kino Soyuz Sky Cinema 1 HD روسیه/ایتالیا
- 2012: PREMIERA روسیه

## فهرست برندگان در بخش مستند
- ۱۹۹۸: دیسکاوری ایتالیا
- 1999: Planete لهستان
- ۲۰۰۰: نشنال جئوگرافیک ایتالیا
- 2001: Hispavision Grandes Documentales اسپانیا
- 2002: Odyssée فرانسه
- 2003: Grandes Documentales; Voyage اسپانیا/فرانسه
- 2004: History Channel ایتالیا
- 2005: Planet ایتالیا
- 2006: History Channelایتایا
- 2007: IZ; Escales ترکیه/فرانسه
- 2008: The Biography Channel المان
- 2009: Vremya; Special Mention: IZ TV روسیه/ترکیه
- 2010: 365 Days TV روسیه
- ۲۰۱۱: DMAX المان
- ۲۰۱۲: TOP SECRET روسیه

## فهرست برندگان در بخش کودکان
- ۱۹۹۸: RaiSat Ragazzi; Teletoon ایتالیا/فرانسه
- ۱۹۹۹: Minimax لهستان
- ۲۰۰۰: Detskiy Mir روسیه
- 2001: RaiSat Ragazzi ایتالیا
- ۲۰۰۲: Canal J فرانسه
- ۲۰۰۳: Minimax; RaiSat Ragazzi لهستان/ایتالیا
- 2004: Piwi فرانسه
- ۲۰۰۵: ZigZap; RaiSat Ragazzi لهستان/ایتالیا
- 2006: Eureka! TPS Jeunesse فرانسه
- 2007: MiniMini لهستان
- ۲۰۰۸: RaiSat Smash ایتالیا
- 2009: TV Nanny روسیه
- ۲۰۱۰: yourfamily المان
- ۲۰۱۱: Carousel روسیه
- 2012: TELETOON+ لهستان

## فهرست برندگان در بخش فرهنگ واموزش
- ۱۹۹۸: Arte فراسه
- ۱۹۹۹: CNI ایتالیا
- 2000: Paris Prèmiere; RaiSat Album فرانسه/ایتالیا
- ۲۰۰۱: Paris Première فرانسه
- ۲۰۰۲: Cult Network Italia ایتالیا
- ۲۰۰۳: Rai Nettuno Sat ایتالیا
- ۲۰۰۴: Planet; Special Mention: Rai Educational 2 ایتالیا/ایتالیا
- ۲۰۰۶: Rai Sat Nettuno 1/2; TVP Kultura ایتالیا/لهستان
- ۲۰۰۷: TVP Kultura; Special mention: ADMINISTRA.IT; TVN Med لهستان ایتالیا لهستان
- 2008: 365Days TV; Special Mention: Edusat روسیه/لهستان
- 2009: 365Days TVروسیه
- ۲۰۱۰: Nostalgia روسیه
- 2011: Babel; Special Mention: Rai Storia ایتالیا/ایتالیا
- 2012: PASHTO TV افغانستان